# Гнойник (гміна)
Гміна Гнойник (пол. Gmina Gnojnik) — сільська гміна у південній Польщі. Належить до Бжеського повіту Малопольського воєводства.
Станом на 31 грудня 2011 у гміні проживало 7700 осіб.

## Площа
Згідно з даними за 2007 рік площа гміни становила 54.89 км², у тому числі:
- орні землі: 74.00%
- ліси: 19.00%

Таким чином, площа гміни становить 9.30% площі повіту.

## Населення
Станом на 31 грудня 2011:
| Опис     | Загалом | Загалом | Чоловіки | Чоловіки | Жінки | Жінки |
| -------- | ------- | ------- | -------- | -------- | ----- | ----- |
| одиниця  | осіб    | %       | осіб     | %        | осіб  | %     |
| все      | 7700    | 100     | 3876     | 50.34    | 3824  | 49.66 |
| міське   | 0       | 100     | 0        |          | 0     |       |
| сільське | 7700    | 100     | 3876     | 50.34    | 3824  | 49.66 |

## Сусідні гміни
Гміна Гнойник межує з такими гмінами: Бжесько, Дембно, Ліпниця-Мурована, Новий Вісьнич, Чхув.